# Haematopota wittei
Haematopota wittei är en tvåvingeart som beskrevs av H. Oldroyd 1950. Haematopota wittei ingår i släktet Haematopota och familjen bromsar. Inga underarter finns listade i Catalogue of Life.